# Lúcar
Lúcar – gmina w Hiszpanii, w prowincji Almería, w Andaluzji, o powierzchni 100,41 km². W 2011 roku gmina liczyła 886 mieszkańców.